# 光の軌跡
「光の軌跡」（ひかりのきせき）は、2015年4月22日にリリースされた岩崎宏美の67枚目のシングル。

## 解説
- 岩崎宏美の歌手生活40周年を記念して製作された楽曲。カップリングは40周年記念スペシャル・メドレーと銘打ち、初期のヒット曲を4曲選んでメドレーで歌ったものである[1]。
- 本楽曲は『揖保乃糸』のCMソング、また、BS-TBSの歴史教養番組『にっぽん!歴史鑑定』のエンディングテーマでもある。

## 収録曲
1. 光の軌跡
作詞：京えりこ／作曲：池間史規／編曲：渡辺俊幸
2. 40周年記念スペシャル・メドレー（Radio Edit）[1]
作詞：阿久悠／作曲：筒美京平／編曲：上杉洋史
3. 光の軌跡（オリジナル・カラオケ）
4. 40周年記念スペシャル・メドレー（Radio Edit）（オリジナル・カラオケ）[1]